# Attaque sur Broome

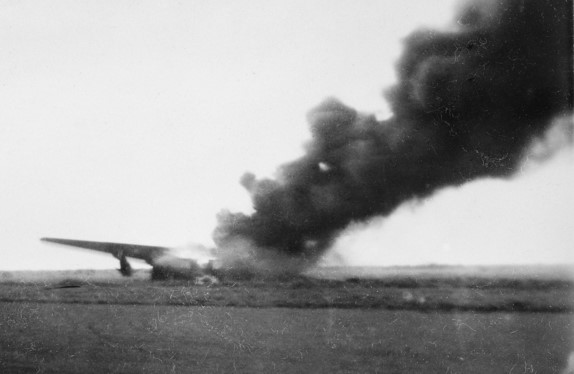
Un Consolidated B-24 Liberator en feu après l'attaque.

L’attaque sur Broome est l'attaque aérienne japonaise du 3 mars 1942 de la ville de Broome, en Australie. La ville était ciblée pour être un point d'escale d'avions venant ou revenant des Indes orientales néerlandaises et de grandes villes australiennes ainsi qu'une importante base alliée à la suite de l'invasion de Java.

## L'attaque

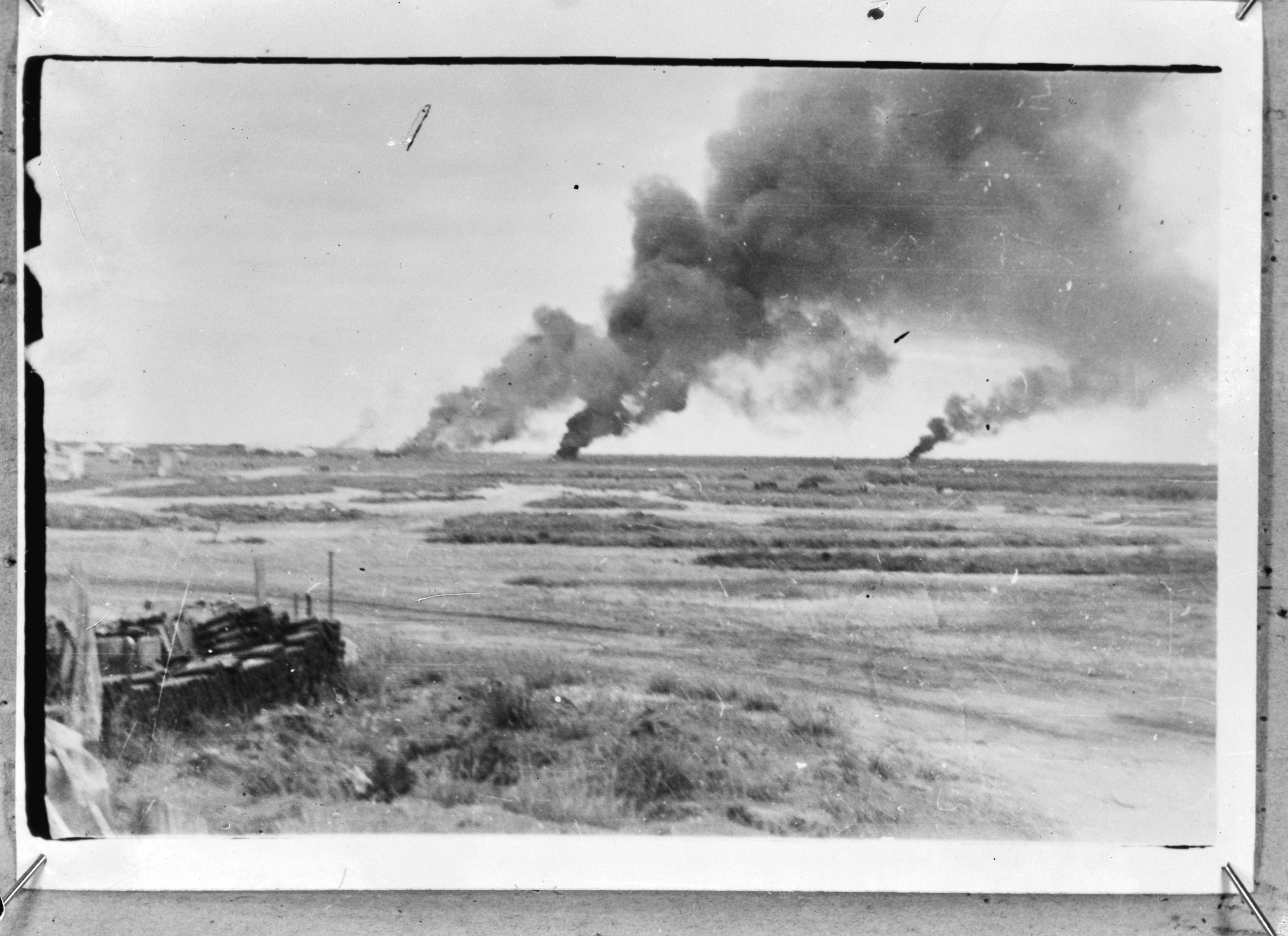
Panaches de fumées dus à l'attaque japonaise.

Après un vol de reconnaissance aérienne effectué par un hydravion Kawanishi H6K le 2 mars 1942 au-dessus de Broome, 9 chasseurs monoplaces Mitsubishi A6M et un avion de reconnaissance et de commandement biplace  Mitsubishi C5M2  du 3e groupe aérien de la  11e flotte aérienne du Service aérien de la Marine impériale japonaise décollent de leur base de Kupang sur l'ile de Timor le 3 mars et attaquent l'aéroport et les hydravions posés dans la baie de Roebuck à 9 h 20, heure locale. Le site n'avait pas de chasseurs ni de canons antiaériens.
15 hydravions sont détruits :
- 2 Short S.23 Empire dont un de la Force aérienne royale australienne, le second de la compagnie Qantas ;
- 8 Consolidated PBY Catalina dont 4 de l'aéronautique navale néerlandaise, 2 de No. 205 Squadron RAF de la Royal Air Force et 2 de la United States Navy ;
- 5 Dornier Do 24K de l'aéronautique navale néerlandaise emportant des civils évacués (au moins une quarantaine de tués, une trentaine de corps ont été récupérés)

Sur l'aérodrome, 7 avions sont détruits :
- 2 bombardiers Boeing B-17E Flying Fortress des United States Army Air Forces ;
- 1 bombardier Consolidated B-24A Liberator des USAAF ;
- 2 Lockheed Hudson de la Force aérienne royale australienne ;
- 1 avion de transport Lockheed L-18 Lodestar de l'aviation militaire de l'armée royale des Indes néerlandaises ;
- 1 Douglas DC-3 de la compagnie aérienne KNILM.

Deux avions sont abattus en vol :
- 1 Consolidated B-24A Liberator des USAAF emportant du personnel militaire évacué de Java (19 tués, un survivant) abattu après son décollage de Broome et s'écrasant a une quinzaine de km de là.
- 1 DC-3 de la KNILM s'est fait mitrailler par trois chasseurs et son pilote blessé, Ivan Vassilievitch Smirnov, a dû faire un atterrissage forcé sur une plage en leur échappant. 4 personnes dont une mère et son bébé périrent avant l'arrivée des secours le 7 mars. Une boite contenant des diamants de la Commonwealth Bank pour l'équivalent de 300 000 livres sterling de l'époque soit dix millions de dollars américains au début du 20e siècle a disparu. Moins de 10 % ont été récupérés au fil des années[2].

Un chasseur japonais a été abattu et son pilote tué sur la plage à la fin du raid par un pilote néerlandais. Le Flight lieutenant Gus "Wild Bill" Winckel a pris une mitrailleuse de calibre 7,92 × 57 mm sur son L-18 Lodestar. Il se tenait derrière un arbre scié et a tiré avec la mitrailleuse de la hanche. Il a subi de graves brûlures à l'avant-bras gauche, qu'il utilisait pour soutenir le canon de la mitrailleuse.
Un autre Zero se retrouve à court de carburant avant de rentrer à sa base, son pilote a été secouru.
Un B-24 Liberator du Ferry Command est accidenté lors du décollage le soir de l'attaque, puis incendié volontairement le 4 mars.
88 personnes sont officiellement mortes dans l'attaque, mais plusieurs civils néerlandais n'ont jamais été identifiés.
Le 20 mars 1942, une autre attaque tue un civil.